# Bigge (Olsberg)
Bigge ist ein Ortsteil der Stadt Olsberg im Hochsauerland. Ende 2022 hatte der Ort 4168 Einwohner; dazu kamen 224 Einwohner mit Nebenwohnsitz.
Auch die Ruhr fließt auf ihrem Weg von der Quelle bei Winterberg im Sauerland durch Bigge.

## Geschichte
Im Zentrum von Bigge steht die Pfarrkirche St. Martin. Der Kirchturm stammt aus dem 11. bis 13. Jahrhundert. Im Jahr 1222 wird die Kirche als St. Martinus erstmals urkundlich erwähnt. Von 1769 bis 1773 wurde die Kirche im barocken Stil neu gebaut. St. Martin wurde 1888 bis 1889 nochmals um ein Querschiff, nun im romanischen Stil, erweitert.
Eine Verbindung des Ortsnamens Bigge mit dem älteren Niederdeutschen kann nicht hergestellt werden, der Ortsname ist vermutlich sehr alt. Frühere Deutungen als „Bieke“ (niederdeutsch für: Bach) passen nicht zur Lautstruktur, die aufgrund der Ortsnamensbelege angenommen wird.
Im Jahr 1860 wurde das erste vollständig massiv in Stein gemauerte Haus erbaut. Zwölf Jahre später wurde Bigge an die Obere Ruhrtalbahn von Hagen nach Warburg angeschlossen. Später wurde die Bahnstrecke Nuttlar–Frankenberg mit dem Bahnhof Bigge eröffnet.
Um 1905 gehörte Bigge zum preußischen Regierungsbezirk Arnsberg und zum Kreis Brilon, hatte eine Messingfabrik, eine Synagoge und etwa 900 Einwohner.
Am 15. August 1904 wurde in Bigge die Josefs-Gesellschaft gegründet.

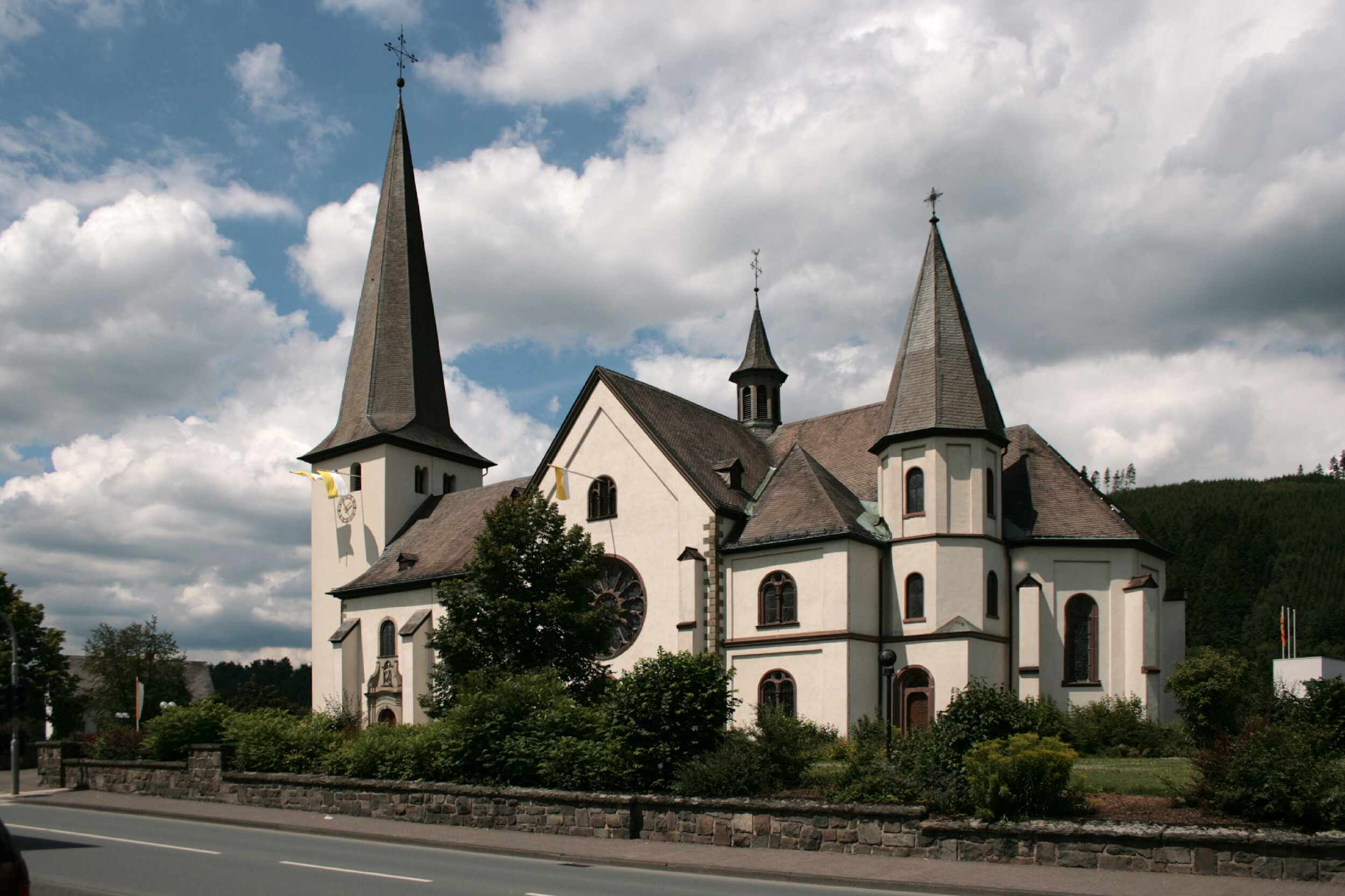
St. Martin

Am 2. April 1945 begannen US-Truppen Bigge zu beschießen. In den Tagen davor waren immer wieder Truppen der Wehrmacht durch Bigge nach Osten gezogen, wo bereits US-Truppen standen. Ein erster Soldat fiel und einer wurde verwundet. 1500 Menschen suchten Zuflucht in den Luftschutzräumen der Josefsgesellschaft. Andere suchten den Stollen bei Helminghausen auf oder flüchteten in die Wälder. In der Nacht zum 5. April wurde der Bereich der Kirche besonders beschossen. Der Küster wurde durch einen Granatsplitter getötet. Sieben Menschen kamen im Schutzraum im Glockenturm um, der einen Volltreffer erhielt. Bis auf den Hochaltar war die Kirche verwüstet. Am 5. April wurden drei weitere Zivilisten getötet. Am 6. April näherte sich aus Richtung Olsberg immer mehr der Erdkampf. Noch am Vormittag besetzten US-Soldaten Bigge. Zahlreiche Gebäude waren beschädigt oder zerstört.
Im Zweiten Weltkrieg fielen 93 Männer aus dem Dorf als Soldaten, davon die meisten an der Ostfront, oder sie starben in Gefangenschaft. In Bigge wurden drei Zivilisten durch Luftangriffe und zwölf durch den Artilleriebeschuss getötet.
Am 1. Juli 1969 kam es durch das Gesetz zur Neugliederung von Gemeinden des Landkreises Brilon zur Zusammenlegung der Gemeinden Bigge und Olsberg zur Stadt Bigge-Olsberg. Am 1. Januar 1975 erfolgte mit dem Sauerland/Paderborn-Gesetz eine weitere kommunale Neugliederung. Unter Einbeziehung von Antfeld, Elleringhausen, Bruchhausen, Assinghausen, Wulmeringhausen, Brunskappel, Helmeringhausen, Wiemeringhausen, Elpe, Heinrichsdorf und Gevelinghausen entstand die heutige Stadt Olsberg.

## Persönlichkeiten
- Lorenz Hoffmann (1892–1967), Kommunalpolitiker, Bürgermeister und Landrat
- Franz Fischer (1901–1989), SS-Sturmscharführer und verurteilter Kriegsverbrecher
- Jörg Twenhöven (* 1941), CDU-Politiker

## Verkehr
Der Bahnhof Bigge liegt an der Bahnstrecke Nuttlar–Frankenberg und wird durch die Linie RE 57 bedient.
| Linie | Verlauf | Takt                                                                            |
| ----- | --- | ------------------------------------------------------------------------------- |
| RE 57 | Dortmund-Sauerland-Express: Dortmund Hbf – Dortmund-Hörde – Fröndenberg – Wickede (Ruhr) – Neheim-Hüsten – Arnsberg (Westf) – Oeventrop – Freienohl – Meschede – Bestwig – Bigge – Siedlinghausen – Silbach – Winterberg (Westf) Stand: Fahrplanwechsel Dezember 2024 | 120 min (wochentags) 60 min (Wochenenden/Feiertage/Juni – September wochentags) |